# Mírové poselstvo Jiřího z Poděbrad

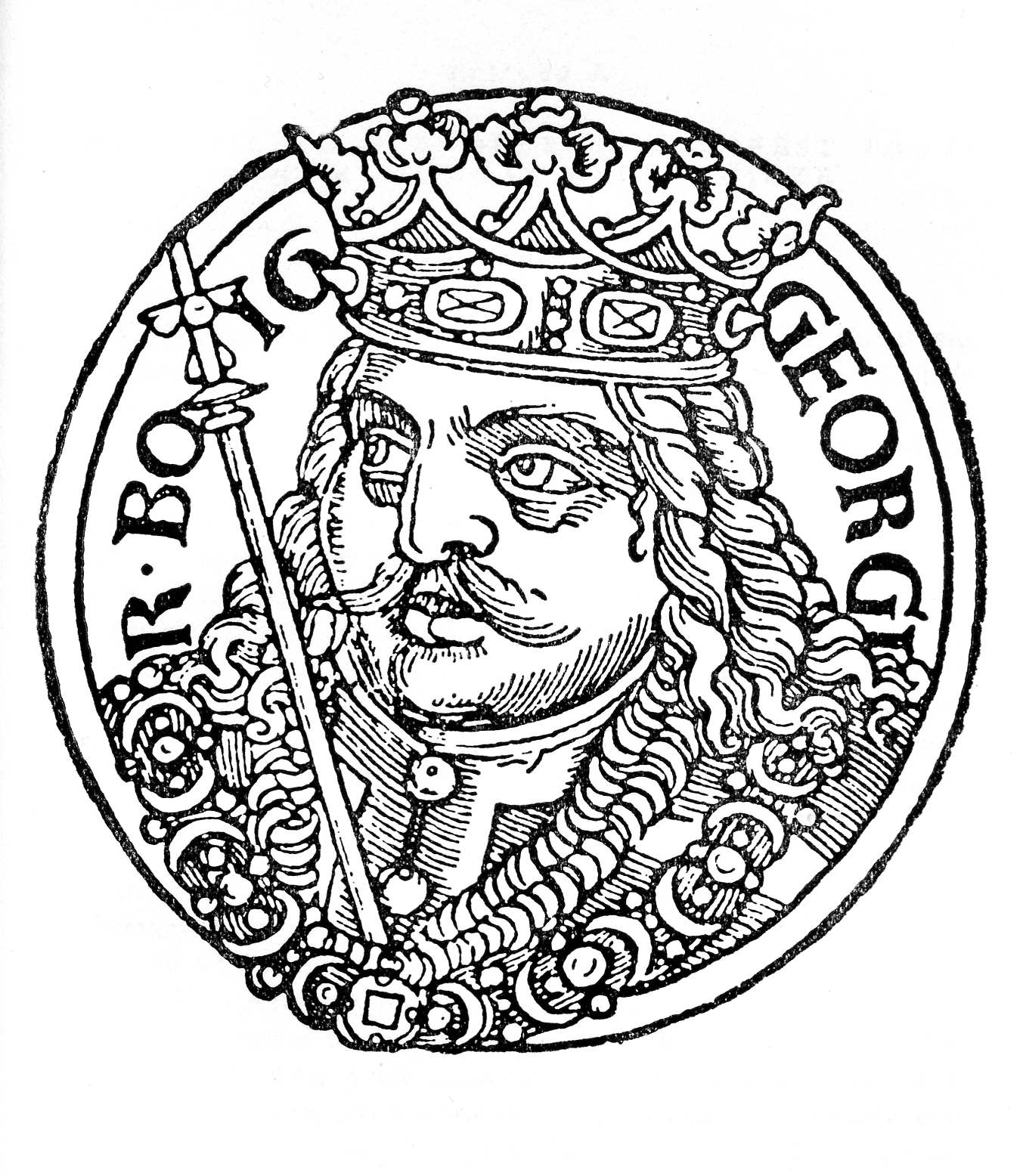
Král Jiří z Poděbrad v kronice Martina Kuthena, 1539

Mírové poselstvo krále Jiřího z Poděbrad, latinsky Tractatus pacis toti Christianitati fiendae, neboli dohoda o míru veškerého křesťanstva, či prostě jen Cultus pacis nebo Tractatus pacis byl diplomatický projekt iniciovaný v 15. století českým králem Jiřím z Poděbrad.
Cílem projektu bylo dosažení všeobecného míru a spolupráce. Podmínkou úspěchu ovšem bylo současné nutné upuštění od dosavadní středověké myšlenky univerzální říše, jak ji praktikoval císař Fridrich III. společně s papežem, a nahrazení novou, do té doby neznámou ideou stálého společenství nezávislých a vzájemně rovných evropských států. Dohoda, nabízena Jiřím z Poděbrad, kromě toho, že měla zajistit mír pokud možno v celé Evropě, měla sloužit především jako pojistka k zamezení útoků na České království ze strany sousedních zemí. Dalším důvodem však byla také snaha o získání možných politických spojenců v hrozícím konfliktu s papežem.

## Průběh mise

### Diplomatická výprava
K dosažení plánu podnikl český král konkrétní kroky. V letech 1462–1464 z Prahy do Štrasburku vyjela diplomatická mise pod diplomatickým vedením králova poradce, humanisty Antoina Marina z Grenoblu. Během těchto dvou let proběhla jednání s polským a uherským králem, poselstvo opakovaně navštívilo Serenissimu (Benátskou republiku), Francouzské království, Burgundské vévodství, Polské a Uherské království, Braniborské markrabství a Saské kurfiřtství.
S příznivým ohlasem se však plán setkal jen u německých knížat, polského a francouzského krále. Benátčané odmítli dělat něco bez papeže. Uherský král Matyáš Korvín byl přímo uplacen papežskými subsidiemi, Burgundsko jako tehdejší rival Francie k záležitosti zaujalo chladný postoj. Ani tajné poselstvo z května 1464 určené zvlášť pro Francii, vedené Marinem společně s Albrechtem Kostkou z Postupic, nebylo, kvůli intrikám a tlaku kuriální diplomacie, úspěšné. Ludvík XI. souhlasil pouze s dvoustrannou smlouvou o přátelství.

### Kavalírsko-propagační výprava

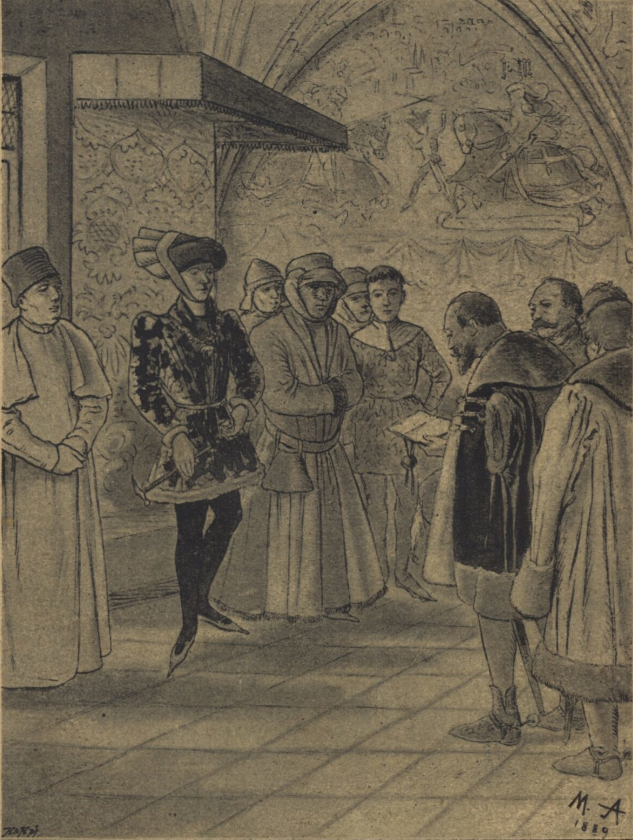
Mikoláš Aleš: Čechové u Filipa Dobrého (A. Jirásek: Z Čech až na konec světa, 1890)

Sotva pár měsíců po návratu do Čech vyslal Jiří z Poděbrad další misi po evropských zemích, kterou vedl jeho švagr, Jaroslav Lev z Rožmitálu. Na cestu dostal doprovodný list královny Johany a císaře Fridricha III. Výprava neměla být jen kavalírskou cestou či poutní cestou, nýbrž měla světu ukázat, že český národ není národem kacířů, nýbrž kultivovaných pravověrných věřících. Poselstvo vyjelo z Prahy dne 26. listopadu 1465 a sestávalo ze 40 českých pánů a rytířů, mezi nimi byli např. Bořita II. z Martinic, Burian ze Švamberka či Jan II. Žehrovský z Kolovrat. V Norimberku se k poselstvu připojil i kupec a bankéř Gabriel Tetzel z Gräfenbergu, který z cesty pořídil cestopis. Tetzel měl pravděpodobně také na starosti finanční správu výpravy. Poselstvo navštívilo nejdříve v Bruselu burgundského vévodu Filipa III. V Burgundsku jako první Čech obdržel Řád zlatého rouna.
Poté navštívili v Londýně krále Eduarda IV., ve Francii Ludvíka XI., v Kastilii Jindřicha IV. a aragonského krále Jana II., v Portugalsku Alfonse V., v Itálii milánského vévodu Galleazza Maria Sforzu, benátského dóžete Cristofora Mora a ve Štýrském Hradci císaře Fridricha III. Také měli navštívit uherského krále Matyáše, nepřítele Jiřího z Poděbrad, ale ten je odmítl. Poselstvo na své rok a půl trvající cestě navštívilo také Santiago de Compostela a také vesnici Finisterre, tedy tehdejší domnělý konec světa. Cestu podrobně ve svém deníku popsal člen družiny, Václav Šašek z Bířkova. Návrat poselstva zpět do Čech v roce 1467 byl poznamenán druhou husitskou válkou (1467–1471), kdy se Jednota Zelenohorská postavila proti králi Jiřímu a jeho stoupencům, kterým byl i Jaroslav Lev. Cesta proto byla změněna a místo přes Moravu se poselstvo vracelo do Prahy přes Jaroslavovo panství Blatná. Při vjezdu do Prahy vyšli poselství naproti Jan Rokycana a univerzitní mistři.

## Příčiny neúspěchu
Plán krále Jiřího z Poděbrad měl mít podobu multilaterální dohody, což bylo v rámci tehdejších mezinárodních diplomatických nástrojů středověku, kdy většina smluv byla bilaterálních, velmi neobvyklé. Myšlenka mírové smlouvy byla na svoji dobu převratná a v mnohém svou dobu předběhla. I to byl zřejmě důvod, proč idea vytvoření středověkého „společenství národů“ nakonec nenašla pochopení.
Dalším z důvodů zřejmě byla také skutečnost, že plán ignoroval papežskou moc. V polovině 15. století nebylo možné do tak významného plánu nezahrnout Svatý stolec. Dne 23. prosince 1466 navíc prohlásil papež Pavel II. krále Jiřího za kacíře o kacíře za sesazeného z trůnu a vyhlásil proti kališnickým Čechám křížovou výpravu, která se rozvinula v tzv. česko-uherské války.

## Význam
Projekt nabízel řešení tří významných otázek středověké Evropy:
- nastolení trvalého vzájemného míru mezi křesťany,
- obrany křesťanství proti turecké hrozbě,
- nové uspořádání Evropy.

Dohoda měla vzájemně zavazovat strany (státy) na základě podobných práv k odpovědnosti v dosahování společných cílů. Všechny aspekty poukazují na to, že Mírová dohoda českého krále byla z dnešního pohledu první multilaterální dohodou v Evropě vůbec.